# IGFA
IGFA, "International Game Fish Association", är en sammanslutning för människor som är intresserade av sportfiske över hela världen. IGFA bedriver forskning och märkning av fiskar i forskningssyfte, gör undersökningar kring fiskeverksamhet samt för register över rekordnoteringar vad gäller fiskars storlek och vikt, med mera. Huvudkontoret ligger i Florida, där sportfiske är en viktig inkomstkälla.